# Danh gia vọng tộc (phim 2012)
Danh gia vọng tộc (tiếng Trung: 名媛望族; bính âm: Míngyuàn wàngzú; Việt bính: Ming4 wun4 mong6 zuk6; tiếng Anh: Silver Spoon, Sterling Shackles, hay còn được biết đến với tên Danh viện vọng tộc) là bộ phim truyền hình tâm lý - gia đình Hồng Kông do TVB sản xuất vào năm 2012. Bộ phim là câu chuyện xoay quanh cuộc sống của các thành viên trong một gia đình giàu có và thế lực của xã hội Hồng Kông giữa những năm 20 – 30 của thế kỷ XX.

## Diễn viên

### Nhà họ Chung
| Diễn viên       | Vai diễn               | Miêu tả | Ghi chú |
| Lưu Tùng Nhân   | Chung Trác Vạn         | Arthur Luật sư người Hoa đầu tiên Chủ tịch Ngân hàng Vạn Hằng Chồng của 4 bà vợ: Cố Tâm Lan, Ái Tân Giác La Nhĩ Yên, Dịch Ý Phương và Khang Tử Quân                     | |
| Hàn Mã Lợi      | Cố Tâm Lan             | Mary Vợ lớn của Chung Trác Vạn Mẹ của Chung Khải Sân và Chung Hạo Di Bị đột quỵ ở tập 33 và qua đời ở tập 40.                                                           | |
| Trần Ngọc Liên  | Ái Tân Giác La Nhĩ Yên | Vợ hai của Chung Trác Vạn Cựu công chúa người Mãn của triều đại nhà Thanh Sau này, bà ly hôn với Trác Vạn để đến với người yêu lâu năm Tề Nhất Huy.                     | |
| Giang Mỹ Nghi   | Dịch Ý Phương          | Yvonne Vợ ba của Chung Trác Vạn Mẹ của Chung Hạo Tình và Chung Khải Hi Từng có quan hệ với Kim Mộc Thủy Sau này, bà cũng ly hôn với Trác Vạn.                           | |
| Dương Di        | Khang Tử Quân          | Vợ tư của Chung Trác Vạn Là một thành viên của đoàn kinh kịch với nghệ danh "Tái Phượng Hoàng" Lúc đầu, bà ly hôn với Chung Trác Vạn nhưng sau lại trở về bên cạnh ông. | |
| Mã Quốc Minh    | Chung Khải Sâm         | Charles Luật sư Con trai của Chung Trác Vạn và Cố Tâm Lan Chồng của Quý Tiểu Do                                                                                         | |
| Chu Thần Lệ     | Quý Tiểu Do            | Vợ của Chung Khải Sân Bạn gái cũ của Kim Mộc Thủy | Ban đầu, vai diễn được nhắm cho Trần Pháp Lạp, nhưng vì vấn đề sức khỏe nên cô đã từ chối. Sau đó, Chu Thần Lệ được chọn để thay thế cô. |
| Vương Hạo Tín   | Chung Khải Diệp        | Jimmy Trợ lý giám đốc Ngân hàng Vạn Hằng Con ngoài giá thú của Chung Trác Vạn Chồng của Thái Nguyệt                                                                     | |
| Mã Trại         | Chung Khả Di           | Con gái của Chung Trác Vạn và Cố Tâm Lan Vợ của Dung Đạt Chí | |
| Lý Tư Hân       | Thái Nguyệt            | Người làm của Chung gia Sau trở thành vợ của Chung Khải Diệp | |
| Lâm Nhị Nặc     | Chung Hạo Tình         | Con gái của Chung Trác Vạn và Dịch Ý Phương | |
| Lưu Ngạn Phùng  | Chung Khải Hi          | Con trai của Chung Trác Vạn và Dịch Ý Phương | |
| Trần Vinh Tuấn  | Nghiêm Dĩ Thành        | Quản gia | |
| Thạch Thiên Hân | Thái Lăng              | Người hầu thân cận của tứ phu nhân Khang Tử Quân | |
| Lưu Quế Phương  | Vân Di                 | Người hầu thân cận của đại phu nhân Cố Tâm Lan | |
| Trần Uyển Úy    | Thái Hà                | Người hầu thân cận của tam phu nhân Dịch Ý Phương | |
| Tiêu Khải Hân   | Thái Chi               | Người hầu thân cận của nhị phu nhân Ái Tân Giác La Nhĩ Yên | |

### Nhà họ Dung
| Diễn viên       | Vai diễn        | Miêu tả | Ghi chú |
| Lương Thuấn Yến | Vương Tiếu Hoan | Bà của Dung Đạt Chí |         |
| Chu Chí Văn     | Dung Đạt Chí    | Tế Dung ca Cảnh sát Bạn của Kim Mộc Thủy Bạn trai, sau này là chồng của Chung Hạo Di |         |
| Mã Trại         | Chung Hạo Di    | Đại tiểu thư Bạn gái, sau này là vợ của Dung Đạt Chí |         |
| Ngô Trác Hi     | Kim Mộc Thủy    | Hỏa cảnh ca, Anh Năm Lớn lên trong một trại trẻ mồ côi ở Quảng Châu. Sau khi đến Hồng Kông được Vương Tiếu Hoan cho ở lại Sau trở thành một tên lừa đảo và trùm băng đảng Bạn của Dung Đạt Chí và Lương Thăng Bình Thích Quý Tiểu Do từ lúc nhỏ Thủ hạ của Lôi Giải (tập 3–15) Bắt đầu tử tập 26, giả vờ mất trí nhớ để vào Chung gia hòng trả thù và giành lại tình cảm của Tiểu Do |         |
| Chu Thần Lệ     | Quý Tiểu Do     | Em Mười Lớn lên tại trại trẻ mồ côi ở Quảng Châu cùng với Kim Mộc Thủy nên hay được anh chăm sóc Sau khi đến Hồng Kông được Vương Tiếu Hoan cho ở lại Con gái lớn của Quý Phúc Toàn Chị của Quý Tiểu Như |         |
| Lâm Dĩnh Đồng   | Quý Tiểu Như    | Làm gái mại dâm tại khu phố Thạch Đường Tứ, lấy tên là A Ngọc Em của Quý Tiểu Do Con gái út của Quý Phúc Toàn Cắn lưỡi tự tử trong tập 14, nhưng được cứu sống Sau đó mất khả năng nói |         |

### Nhà họ Hoắc
| Diễn viên         | Vai diễn         | Miêu tả | Ghi chú |
| Thạch Tu          | Hoắc Bách Thương | Philip Luật sư Chủ tịch của tổ chức từ thiện Thương nhân Trung Quốc Luật sư của Đổng Đình Hưởng Chồng của Thi Tuệ Nhã Cha của Hoắc Lực Hành Học chung trường đại học, đồng thời cũng là đối thủ của Chung Trác Vạn Sau khi bị đâm trong tập 35, ông phải ngồi xe lăn suốt quãng đời còn lại của mình. |         |
| Trần Minh Ân      | Thi Tuệ Nhã      | Người Anh quốc Vợ của Hoắc Bách Thương Mẹ của Hoắc Lực Hành |         |
| Huỳnh Trường Hưng | Hoắc Lực Hành    | Lester Con trai của Hoắc Bách Thương và Thi Tuệ Nhã Bạn trai cũ của Chung Hạo Di Tập 23, thiệt mạng trong một tai nạn xe hơi. |         |

### Nhà Ái Tân Giác La
| Diễn viên      | Vai diễn               | Miêu tả | Ghi chú |
| Bạch Nhân      | Triệu Uẩn Thiện        | Trắc phúc tấn Mẹ nuôi của Ái Tân Giác La Nhĩ Yên, mẹ ruột của Ái Tân Giác La Nhĩ Hi Em họ của Long Dụ Thái hậu |         |
| Trần Ngọc Liên | Ái Tân Giác La Nhĩ Yên | Con nuôi của Triệu Uẩn Thiện Chị cùng cha khác mẹ với Ái Tân Giác La Nhĩ Hi                                    |         |
| Thẩm Chấn Hiên | Ái Tân Giác La Nhĩ Hi  | Con trai của Triệu Uẩn Thiện Em cùng cha khác mẹ với Ái Tân Giác La Nhĩ Yên                                    |         |

### Đoàn kinh kịch Cẩm Thượng Hoa
| Diễn viên       | Vai diễn         | Miêu tả | Ghi chú |
| Chiêu Thạch Văn | Tái Cẩm Đường    | Chủ đoàn kinh kịch Sư phụ của Khang Tử Quân và Tôn Phi Phi Chồng của Tuyết Diễm Hồng Cha của Tiểu Đỗ Quyên                                                                       |         |
| Phùng Tố Ba     | Tuyết Diễm Hồng  | Phó chủ đoàn kinh kịch Sư mẫu của Khang Tử Quân và Tôn Phi Phi Vợ của Tái Cẩm Đường Mẹ của Tiểu Đỗ Quyên                                                                         |         |
| Thẩm Trác Doanh | Tôn Phi Phi      | Đại sư tỷ Diễn viên kinh kịch Đồ đệ của Tái Cẩm Đường và Tuyết Diễm Hồng Sư tỷ, đồng thời là tri kỷ của Khang Tử Quân Sư tỷ của Tiểu Đỗ Quyên và Lăng Nhi                        |         |
| Dương Di        | Tái Phượng Hoàng | Nhị sư tỷ Tên thật là Khang Tử Quân Diễn viên xuất sắc của đoàn kinh kịch Đồ đệ của Tái Cẩm Đường và Tuyết Diễm Hồng Sư muội của Tôn Phi Phi Sư tỷ của Tiểu Đỗ Quyên và Lăng Nhi |         |
| Tinh Vĩ         | Tiểu Đỗ Quyên    | Diễn viên kinh kịch Con gái của Tái Cẩm Đường và Tuyết Diễm Hồng Sư muội của Khang Tử Quân và Tôn Phi Phi                                                                        |         |
| Thạch Thiên Hân | Lăng Nhi         | Diễn viên kinh kịch Sư muội của Khang Tử Quân, Tôn Phi Phi và Tiểu Đỗ Quyên Sau đổi tên thành Thái Lăng, trở thành người hầu cận của Khang Tử Quân ở Chung gia.                  |         |

### Các diễn viên khác
- Phan Phương Phương vai Hà Ái Hoa (thư ký của Chung Trác Vạn)
- Tăng Vĩ Quyền vai Phan Học Kì (trợ lý giám đốc của Chung Trác Vạn)
- Hoàng Trí Hiền vai Tề Nhất Huy

## Giải thưởng và đề củ

### TVB Anniversary Awards 2012
| Hạng Mục                          | Đề Cử Cho     | Kết Quả   |
| --------------------------------- | ------------- | --------- |
| Nam diễn viên chính xuất sắc nhất | Lưu Tùng Nhân | Đề cử     |
| Nữ diễn viên chính xuất sắc nhất  | Dương Di      | Đoạt giải |
| Nam nhân vật được yêu thích nhất  | Lưu Tùng Nhân | Đề cử     |
| Nữ nhân vật được yêu thích nhất   | Dương Di      | Đề cử     |

### StarHub TVB Awards 2013
| Hạng Mục                               | Đề Cử Cho | Kết Quả   |
| -------------------------------------- | --------- | --------- |
| Nữ diễn viên được yêu thích nhất       | Dương Di  | Đoạt giải |
| Nữ nhân vật truyền hình được yêu thích | Dương Di  | Đoạt giải |

### TVB Star Malaysia 2012
| Hạng Mục                                | Đề Cử Cho         | Kết Quả |
| --------------------------------------- | ----------------- | ------- |
| Phim truyền hình được yêu thích nhất    | Danh gia vọng tộc | Đề cử   |
| Nam diễn viên chính được yêu thích nhất | Lưu Tùng Nhân     | Đề cử   |
| Nữ diễn viên phụ được yêu thích nhất    | Giang Mỹ Nghi     | Đề cử   |

## Tỷ xuất người xem
| Tuần | Ngày phát sóng                    | Tập     | Tý suất trung bình | Tỷ suất cao nhất | Tham khảo |
| ---- | --------------------------------- | ------- | ------------------ | ---------------- | --------- |
| 1    | 22–26 tháng 10 năm 2012           | 1 — 6   | 29                 | 35               | [ 2 ]     |
| 2    | 29 tháng 10 – 2 tháng 11 năm 2012 | 7 — 11  | 29                 | 31               | [ 3 ]     |
| 3    | 5–9 tháng 11 năm 2012             | 12 — 15 | 29                 | —                |           |
| 4    | 12–16 tháng 11 năm 2012           | 16 — 20 | 28                 | —                |           |
| 5    | 19–23 tháng 11 năm 2012           | 21 — 25 | 28                 | —                |           |
| 6    | 26–30 tháng 11 năm 2012           | 26 — 30 | 29                 | 32               |           |
| 7    | 3–7 tháng 12 năm 2012             | 31 — 35 | 30                 | 35               |           |
| 8    | 10–14 tháng 12 năm 2012           | 36 — 40 | 31                 | 37               |           |

## Phát sóng ở nước ngoài
- Malaysia: Phát sóng trên kênh Astro On Demand vào lúc 20:30 từ ngày 22 tháng 10 năm 2012.
- Úc: Phát sóng trên kênh TVBJ vào lúc 20:30 từ ngày 22 tháng 10 năm 2012.
- Hoa Kỳ: Phát sóng trên kênh TVBe vào lúc 16:00 từ ngày 22 tháng 10 năm 2012.
- Đài Loan: Phát sóng trên Kênh giải trí TVBS vào lúc 19:00 từ ngày 21 tháng 2 năm 2013.
- Singapore: Phát sóng trên kênh Star and Entertainment Home Theater vào lúc 20:00 từ ngày 26 tháng 3 năm 2013.
- Việt Nam: Phát sóng trên kênh HTV7 vào lúc 12:00 ngày 8 tháng 5 năm 2013.
- Canada: Phát sóng trên kênh Fairchild TV vào lúc 20:05 từ ngày 4 tháng 11 năm 2013.